# Copa Panamericana de Voleibol Masculino de 2012
La VII Copa Panamericana de Voleibol Masculino se celebró del 9 de julio al 15 de julio de 2012 en Santo Domingo, República Dominicana. El torneo contó con la participación de 5 selecciones nacionales de la NORCECA y 3 de la Confederación Sudamericana de Voleibol.
A diferencia de otras ediciones este campeonato clasificó al mejor posicionado de la CSV y de la NORCECA que no haya jugado la Liga Mundial de Voleibol del 2012 al repechaje para acceder a la Liga Mundial de Voleibol 2013.

## Grupos
| Grupo A              | Grupo B        |
| -------------------- | -------------- |
| Argentina            | Brasil         |
| Canadá               | Estados Unidos |
| Trinidad y Tobago    | México         |
| República Dominicana | Venezuela      |

## Primera fase
– Clasificados a las semifinales. 
     – Clasificados a los cuartos de final.
     – Pasan a disputar la clasificación del 5.° al 8.° lugar.

### Grupo A

#### Resultados
| Fecha    | Encuentro                                | Resultado | Set   | Set   | Set   | Set   | Set   | Puntuación total | Tiempo |
| Fecha    | Encuentro                                | Resultado | 1     | 2     | 3     | 4     | 5     | Puntuación total | Tiempo |
| -------- | ---------------------------------------- | --------- | ----- | ----- | ----- | ----- | ----- | ---------------- | ------ |
| 10-07-12 | Argentina - Canadá                       | 3-2       | 25:20 | 17:25 | 23:25 | 25:19 | 16:14 |                  |        |
| 10-07-12 | República Dominicana - Trinidad y Tobago | 3-0       | 25:13 | 25:19 | 30:28 |       |       |                  |        |
| 11-07-12 | Argentina - Trinidad y Tobago            | 3-1       | 25:10 | 25:18 | 24:26 | 25:11 |       |                  |        |
| 11-07-12 | Canadá - República Dominicana            | 0-3       | 23:25 | 20:25 | 17:25 |       |       |                  |        |
| 12-07-12 | Argentina - República Dominicana         | 3-2       | 21:25 | 25:23 | 25:17 | 20:25 | 15:13 |                  |        |
| 12-07-12 | Canadá - Trinidad y Tobago               | 3-0       | 25:15 | 25:22 | 25:23 |       |       |                  |        |

#### Clasificación
| Pos | Equipo               | PJ | PG | PP | SF | SC | DS | PTS |
| --- | -------------------- | -- | -- | -- | -- | -- | -- | --- |
| 1   | Argentina            | 3  | 3  | 0  | 9  | 5  | 4  | 7   |
| 2   | República Dominicana | 3  | 2  | 1  | 8  | 3  | 5  | 7   |
| 3   | Canadá               | 3  | 1  | 2  | 5  | 6  | -1 | 4   |
| 4   | Trinidad y Tobago    | 3  | 0  | 3  | 1  | 9  | -8 | 0   |

### Grupo B

#### Resultados
| Fecha    | Encuentro                  | Resultado | Set   | Set   | Set   | Set   | Set | Puntuación total | Tiempo |
| Fecha    | Encuentro                  | Resultado | 1     | 2     | 3     | 4     | 5   | Puntuación total | Tiempo |
| -------- | -------------------------- | --------- | ----- | ----- | ----- | ----- | --- | ---------------- | ------ |
| 10-07-12 | Brasil - México            | 3-0       | 25:15 | 25:15 | 25:18 |       |     |                  |        |
| 10-07-12 | Estados Unidos - Venezuela | 3-0       | 25:17 | 25:19 | 25:12 |       |     |                  |        |
| 11-07-12 | Brasil - Venezuela         | 3-0       | 25:20 | 25:15 | 25:16 |       |     |                  |        |
| 11-07-12 | Estados Unidos - México    | 3-0       | 25:8  | 25:16 | 25:18 |       |     |                  |        |
| 12-07-12 | Brasil - Estados Unidos    | 1-3       | 25:22 | 23:25 | 20:25 | 22:25 |     |                  |        |
| 12-07-12 | México - Venezuela         | 3-0       | 25:21 | 25:21 | 25:23 |       |     |                  |        |

#### Clasificación
| Pos | Equipo         | PJ | PG | PP | SF | SC | DS | PTS |
| --- | -------------- | -- | -- | -- | -- | -- | -- | --- |
| 1   | Estados Unidos | 3  | 3  | 0  | 9  | 1  | 8  | 9   |
| 2   | Brasil         | 3  | 2  | 1  | 7  | 3  | 4  | 6   |
| 3   | México         | 3  | 1  | 2  | 3  | 6  | -3 | 3   |
| 4   | Venezuela      | 3  | 0  | 3  | 0  | 9  | -9 | 0   |

### 5º al 8° puesto
|  | Semifinales                | Semifinales                |   |                            | Final                      | Final |  |
|  |                            |                            |   |                            |                            |       |  |
|  |                            |                            |   |                            |                            |       |  |
|  | Santo Domingo, 13 de julio |                            |   |                            |                            |       |  |
|  | Trinidad y Tobago          | 0                          |   |                            |                            |       |  |
|  | México                     | 3                          |   |                            |                            |       |  |
|  |                            |                            |   |                            |                            |       |  |
|  |                            |                            |   |                            | Santo Domingo, 15 de julio |       |  |
|  |                            |                            |   |                            | México                     | 3     |  |
|  |                            | Canadá                     | 2 |                            |                            |       |  |
|  |                            |                            |   |                            |                            |       |  |
|  |                            |                            |   |                            |                            |       |  |
|  |                            |                            |   |                            | Tercer lugar               |       |  |
|  | Santo Domingo, 13 de julio | Santo Domingo, 13 de julio |   | Santo Domingo, 15 de julio | Santo Domingo, 15 de julio |       |  |
|  | Venezuela                  | 0                          |   | Trinidad y Tobago          | 2                          |       |  |
|  | Canadá                     | 3                          |   |                            | Venezuela                  | 3     |  |

#### Resultados
| Fase          | Fecha       | Encuentro                     | Resultado | Set   | Set   | Set   | Set   | Set   | Puntuación total | Tiempo |
| Fase          | Fecha       | Encuentro                     | Resultado | 1     | 2     | 3     | 4     | 5     | Puntuación total | Tiempo |
| ------------- | ----------- | ----------------------------- | --------- | ----- | ----- | ----- | ----- | ----- | ---------------- | ------ |
| 5 al 8 Puesto | 13 de julio | México - Trinidad y Tobago    | 3-0       | 25-19 | 25-14 | 25-14 |       |       | 75-47            |        |
| 5 al 8 Puesto | 13 de julio | Canadá - Venezuela            | 3-0       | 25-18 | 28-26 | 25-20 |       |       | 75-64            |        |
| 7 Puesto      | 15 de julio | Venezuela - Trinidad y Tobago | 3-2       | 27-25 | 18-25 | 25-20 | 25-27 | 15-13 | 110-110          |        |
| 5 Puesto      | 15 de julio | México - Canadá               | 3-2       | 25-17 | 22-25 | 25-22 | 18-25 | 15-13 | 105-102          |        |

### Final 1º al 4° puesto
|  | Cuartos de final      | Cuartos de final     |                        |                        | Semifinales | Semifinales |  |  | Final       | Final |
|  |                       |                      |                        |                        |             |             |  |  |             |       |
|  |                       |                      |                        |                        |             |             |  |  |             |       |
|  |                       |                      |                        |                        |             |             |  |  |             |       |
|  | Estados Unidos        |                      |                        |                        |             |             |  |  |             |       |
|  | 13 de julio           |                      |                        |                        |             |             |  |  |             |       |
|  | Clasifica 1ro en el B |                      |                        |                        |             |             |  |  |             |       |
|  | Estados Unidos        | 3                    |                        |                        |             |             |  |  |             |       |
|  | Estados Unidos        | 3                    | 12 de julio            |                        |             |             |  |  |             |       |
|  |                       | República Dominicana | 2                      |                        |             |             |  |  |             |       |
|  | República Dominicana  | República Dominicana | 2                      | 3                      |             |             |  |  |             |       |
|  | República Dominicana  |                      | 14 de julioFecha       | 3                      |             |             |  |  |             |       |
|  | México                | 1                    |                        |                        |             |             |  |  |             |       |
|  | México                | 1                    | Estados Unidos         | 3                      |             |             |  |  |             |       |
|  |                       |                      | Estados Unidos         | 3                      |             |             |  |  |             |       |
|  |                       | Argentina            | 0                      |                        |             |             |  |  |             |       |
|  | Argentina             | Argentina            | 0                      |                        |             |             |  |  |             |       |
|  | 13 de julio           |                      |                        |                        |             |             |  |  |             |       |
|  | Clasifica 1ro en el A |                      |                        |                        |             |             |  |  |             |       |
|  | Brasil                | 2                    | Tercer y cuarto puesto | Tercer y cuarto puesto |             |             |  |  |             |       |
|  | Brasil                | 2                    | Tercer y cuarto puesto | Tercer y cuarto puesto | 12 de julio |             |  |  |             |       |
|  |                       | Argentina            | 3                      |                        |             |             |  |  |             |       |
|  | Canadá                | Argentina            | 3                      | 1                      | Brasil      | 2           |  |  |             |       |
|  | Canadá                |                      |                        | 1                      | Brasil      | 2           |  |  |             |       |
|  | Brasil                | 3                    |                        | República Dominicana   | 3           |             |  |  |             |       |
|  | Brasil                | 3                    |                        |                        | 3           |             |  |  |             |       |
|  |                       |                      |                        |                        |             |             |  |  | 14 de julio |       |
|  |                       |                      |                        |                        |             |             |  |  |             |       |

#### Resultados
| Fase             | Fecha       | Encuentro                             | Resultado | Set   | Set   | Set   | Set   | Set   | Puntuación total | Tiempo |
| Fase             | Fecha       | Encuentro                             | Resultado | 1     | 2     | 3     | 4     | 5     | Puntuación total | Tiempo |
| ---------------- | ----------- | ------------------------------------- | --------- | ----- | ----- | ----- | ----- | ----- | ---------------- | ------ |
| Cuartos de final | 12 de julio | Brasil - Canadá                       | 3-1       | 23-25 | 25-16 | 25-18 | 25-13 |       | 98-72            |        |
| Cuartos de final | 12 de julio | México - República Dominicana         | 1-3       | 25-23 | 19-25 | 21-25 | 28-30 |       | 93-103           |        |
| Semifinal        | 13 de julio | Argentina - Brasil                    | 3-2       | 25-20 | 25-17 | 25-27 | 18-25 | 15-13 | 108-102          |        |
| Semifinal        | 13 de julio | Estados Unidos - República Dominicana | 3-2       | 25-21 | 23-25 | 25-22 | 25-27 | 15-12 | 113-107          |        |
| Tercer lugar     | 14 de julio | Brasil - República Dominicana         | 2-3       | 26:28 | 23:25 | 25:21 | 26:24 | 11:15 |                  |        |
| Final            | 14 de julio | Argentina - Estados Unidos            | 0-3       | 27:29 | 20:25 | 11:25 |       |       |                  |        |

## Campeón
| Estados Unidos           |
| Campeón                  |
| Estados Unidos 5° título |

## Clasificación general
| Pos | Equipo               |
| --- | -------------------- |
| 1   | Estados Unidos       |
| 2   | Argentina            |
| 3   | República Dominicana |
| 4   | Brasil               |
| 5   | México               |
| 6   | Canadá               |
| 7   | Venezuela            |
| 8   | Trinidad y Tobago    |